# Dewaere (groupe)
Pour les articles homonymes, voir Dewaere.
Dewaere est un groupe français de noise rock, originaire de Saint-Brieuc, en Bretagne formé en 2017.

## Historique
La bassiste Marc Aumont et le guitariste Julien Henry se connaissent depuis l’adolescence. Ils ont déjà formé en 2008 un groupe d'électro-rock, nommé « Rafale », mais ils entendent faire évoluer leurs ambitions musicales : « On a voulu jouer un rock plus spontané, immédiat, assez brut ». Les deux musiciens rencontrent alors le batteur Hugues Le Corre, lequel a joué dans des groupes de punk hardcore et fondent avec lui un nouveau groupe, intitulé « Dewaere ». Le groupe emprunte son nom à l'acteur français Patrick Dewaere, originaire de Saint-Brieuc.
En novembre 2017, Dewaere découvre et adopte son chanteur grâce à une soirée musicale organisée à La Passerelle, une salle de spectacles de Saint-Brieuc. La chanteuse Yelle présente alors Marc Aumont au musicien australien Maxwell Farrington, fraîchement débarqué en Bretagne. Originaire de Brisbane, Farrington a quitté l'Australie en 2013 pour déménager au Royaume-Uni, puis en France. Il participe à différents groupes et monte ses propres projets musicaux à Marseille et à Toulouse, avant de s'installer à Saint-Brieuc pour y suivre sa compagne.
Chanteur, compositeur et aussi arrangeur, Farrigton plaît à Marc Aumont ; il lui fait faire des essais pour intégrer Dewaere dès le lendemain de leur rencontre à la Citrouille, la salle de musiques actuelles de Saint-Brieuc : « Il a posé sa voix direct. Et ça l’a carrément fait ! Maxwell apporte une touche plus pop, moins punk. donnant ainsi plus de relief à Dewaere. » Maxwell Farrington a une culture musicale très large, s'intéressant aussi bien au rap qu'à la techno, au rock, à la soul... Il est séduit par Dewaere car le style du groupe est « dur à mettre dans une case ».
Le 18 octobre 2018, le groupe Dewaere fait ainsi ses débuts sur scène, en première partie de LANE, pour l'ouverture du festival « Carnavalorock », à la Citrouille de Saint-Brieuc. À cette occasion, son premier album Slot Logic est présenté, comptant dix morceaux dont une reprise du tube des années 1980 Everybody's Got to Learn Sometime, des Korgis. L'album ne sort que sur vinyle, un choix du groupe car « le CD tiré en série limitée de 50 exemplaires ne se vend plus ». Une tournée emmène Daewere dans diverses villes de Bretagne (Rennes, Vannes, Lorient) puis en France, dans le cadre de festivals à Nancy, Poitiers, Pau, Orléans et Paris) en 2019.
Le jeudi 17 février 2022, Dewaere de produit à Saint-Brieuc dans le cadre de « Bonjour Minuit » aux côtés de Manu le Malin et Maxwell Farrington.
Après une tournée mêlant clubs, squats et festivals, le groupe se penche en 2020 sur l’écriture du successeur de Slot Logic avec un objectif en tête : fournir une suite logique, toujours aussi jouissive mais à la force mélodique appuyée. What is pop music anyway? sort donc au printemps 2022 sur le label À Tant Rêver du Roi avec pour unique changement, l’arrivée de Franck Richard derrière les fûts. Composé avec une folle envie de réunir pyramides aux harmonies lumineuses et monceaux de ferraille noise, ce second disque promet lives incandescents et rixes d’amour, embrassades pop et furies punk.

## Style musical
Le bassiste Marc Aumont définit le groupe comme « un projet rock noise, avec des relents pop et punk ». Pour le webzine Mowno, le son de Dewaere évoque les groupes The Jesus Lizard et Girl Band.

## Membres
- Maxwell James Farrington - chant
- Julien Henry - guitare
- Marc Aumont - basse
- Franck Richard - batterie

## Discographie

### Participations
En novembre 2019, Dewaere publie une reprise du titre Hit the North de The Fall dans la compilation The Fall : A French Tribute, un hommage d'artistes français au groupe de post-punk britannique, paru un an et demi après la mort de son chanteur Mark E. Smith, chez Teenage Hate Records.